# Сан Мартино сула Маручина
Сан Мартино сула Маручина (итал. San Martino sulla Marrucina) је насеље у Италији у округу Кјети, региону Абруцо.
Према процени из 2011. у насељу је живело 501 становника. Насеље се налази на надморској висини од 398 м.

## Становништво
Према резултатима пописа становништва 2011. у општини је живело 960 становника.
| 1931. | 1936. | 1951. | 1961. | 1971. | 1981. | 1991. | 2001. | 2011. |
| ----- | ----- | ----- | ----- | ----- | ----- | ----- | ----- | ----- |
| 1.639 | 1.686 | 1.549 | 1.279 | 933   | 874   | 920   | 981   | 960   |